# Џеноа (Колорадо)
Џеноа (енгл. Genoa) град је у америчкој савезној држави Колорадо.

## Демографија
По попису из 2010. године број становника је 139, што је 72 (-34,1%) становника мање него 2000. године.
| Група             | 2000.       | 2010.       |
| Белци             | 177 (83,9%) | 124 (89,2%) |
| Афроамериканци    | 16 (7,6%)   | 5 (3,6%)    |
| Азијати           | 0 (0,0%)    | 0 (0,0%)    |
| Хиспаноамериканци | 9 (4,3%)    | 8 (5,8%)    |
| Укупно            | 211         | 139         |